# مثبطات الناقل المشارك صوديوم/جلوكوز 2

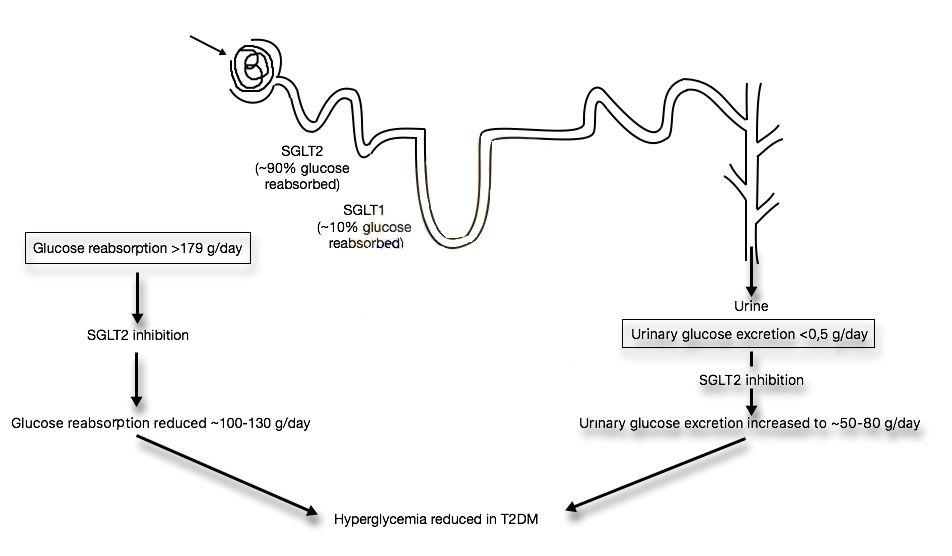

مثبطات الناقل المشارك صوديوم/جلوكوز 2، التي تُسمى أيضًا الغليفلوزينات، هي فئة من الأدوية تمنع إعادة امتصاص الغلوكوز في الكليتين وبالتالي تخفض سكر الدم. وهي تعمل عن طريق تثبيط الناقل المشارك صوديوم/غلوكوز 2. تُستخدم هذه المثبطات في علاج داء السكري من النمط الثاني. بصرف النظر عن ضبطه لسكر الدم، فقد ثبت أن الغليفلوزينات تقدم فوائد مهمة للقلب والأوعية الدموية لدى مرضى السكري من النمط الثاني. حازت العديد من أدوية هذه الفئة على الموافقة أو ما زالت قيد التطوير حاليًا. في دراسات أُجريت على الكاناغليفلوزين، وهو أحد مركبات هذه الفئة، وُجد أن الدواء يحسن ضبط سكر الدم بالإضافة إلى إنقاص وزن الجسم وضغط الدم الانقباضي والانبساطي.

## الاستخدامات الطبية
تُستخدم الغليفلوزينات لعلاج داء السكري من النمط الثاني ولكنها تُستخدم غالبًا دواءَ خط ثانٍ أو ثالث بدلًا من استخدامها في الخط الأول بسبب وجود أدوية أخرى في السوق تكلفتها أقل من الغليفلوزينات وسجل سلامتها أقدم بكثير.
قد تكون الغليفلوزينات خيارًا جيدًا للمرضى الذين فشل علاجهم الأحادي بالميتفورمين، خاصة إذا كان تخفيض الوزن جزءًا من العلاج. تُستخدم الغليفلوزينات غالبًا ضمن علاج مركب، مثل العلاج المزدوج المكون من الميتفورمين والغليفلوزين، والعلاج الثلاثي المكون من الميتفورمين والسلفونيل يوريا والغليفلوزين.
أظهرت مراجعة منهجية حديثة وتحليل تلوي للبيانات (تقارن بين مثبطات الناقل المشارك صوديوم/جلوكوز 2، وناهضات جي إل بّي 1، ومثبطات دي بّي بّي 4) ارتباطًا بين استخدام مثبطات الناقل المشارك صوديوم/جلوكوز 2 وانخفاض الوفيات بمقدار 20% مقارنة مع استخدام الدواء الوهمي أو عدم استخدام أي علاج.

## الآثار الضارة
يبدو أن العداوى التناسلية هي أكثر التأثيرات الضارة للغليفلوزينات شيوعًا. في التجارب السريرية، كانت العداوى الفطرية، وعداوى الجهاز البولي، وإدرار البول التناضحي أعلى عند المرضى المعالجين بالغليفلوزينات.
في مايو عام 2015، أصدرت إدارة الغذاء والدواء الأمريكية تحذيرًا من أن الغليفلوزيناتات قد تزيد من خطر الإصابة بالحماض الكيتوني السكري (دي كي إيه). من خلال تقليل نسبة الغلوكوز في الدوران الدموي، تسبب الغليفلوزينات تحفيزًا أقل لإفراز الإنسولين الداخلي أو جرعة أقل من الإنسولين الخارجي ما يؤدي إلى الحماض الكيتوني السكري. قد تتسبب على وجه التحديد بحدوث حماض كيتوني سكري سوي سكر الدم (حماض كيتوني سكري دون ارتفاع مستوى السكر في الدم) بسبب الامتصاص النبيبي الكلوي للأجسام الكيتونية. تكون الفترة المحيطة بالجراحة فترة عالية الخطورة بشكل خاص في حالة الحماض الكيتوني. ربما ينبغي إيقاف مثبطات الناقل المشارك صوديوم/جلوكوز 2 قبل الجراحة، ويُوصى بها فقط عندما يكون الشخص على ما يُرام، ومميّهًا بصورة ملائمة، وقادرًا على استهلاك الغذاء بشكل منتظم.
في سبتمبر عام 2015، أصدرت إدارة الغذاء والدواء الأمريكية (إف دي إيه) تحذيرًا بخصوص الكاناغليفلوزين (إنفوكانا) وكاناغليفلوزين/ ميتفورمين (إنفوكاميت) بسبب انخفاض الكثافة العظمية وبالتالي زيادة خطر كسور العظام. قد يقلل استخدام الغليفلوزينات بالمشاركة مع الميتفورمين من خطر الإصابة بنقص السكر في الدم مقارنة بعلاجات داء السكري من النمط الثاني الأخرى مثل السلفونيل يوريا والإنسولين.
يرتبط الكاناغليفلوزين بارتفاع خطر بتر الطرفين السفليين ولكن هناك حاجة إلى المزيد من البيانات لتأكيد ارتباط هذا الخطر بالغليفلوزينات المختلفة. خلصت مراجعة لوكالة الأدوية الأوروبية إلى وجود خطر متزايد محتمل لبتر الطرفين السفليين (يؤثر غالبًا في أصابع القدم) لدى الأشخاص الذين يأخذون الكاناغليفلوزين، والداباغليفلوزين، والإيمباغليفلوزين.
في أغسطس عام 2018، أصدرت إدارة الغذاء والدواء الأمريكية تحذيرًا من زيادة خطر الإصابة بغنغرينة فورنير عند المرضى الذين يستخدمون مثبطات الناقل المشارك صوديوم/جلوكوز 2. تُعد المخاطر المؤكدة منخفضة للغاية.

## التداخلات
إن تداخلات مثبطات الناقل المشارك صوديوم/جلوكوز 2 مهمة لأن معظم مرضى داء السكري من النمط الثاني يتناولون العديد من الأدوية الأخرى. قد تزيد الغليفلوزينات التأثيرَ المدر للبول للثيازيدات، ومدرات البول العروية، ومدرات البول الأخرى وبالتالي تزيد خطر التجفاف وانخفاض ضغط الدم. من المهم تعديل جرعة خافضات السكر إذا كان العلاج مزدوجًا لتجنب انخفاض مستوى السكر في الدم. على سبيل المثال، أدت التداخلات مع السلفونيل يوريا إلى نقص سكر الدم الشديد الذي يُفترض أنه بسبب السيتوكروم بّي 450.
أظهرت دراسة أن تناول الداباغليفلوزين مع البيوغليتازون، أوالميتفورمين، أو الغليمبريد، أو السيتاغلبتين آمنٌ، وليس من الضروري تعديل الجرعة لأي من هذه الأدوية. من غير المحتمل أن يكون لتناول الطعام تأثير سريري هام في فعالية الداباغليفلوزين، ولذلك يمكن إعطاؤه بغض النظر عن الوجبات.

## آلية العمل
النواقل المشاركة للغلوكوز والصوديوم هي بروتينات موجودة في الكليتين بشكل أساسي وتلعب دورًا مهمًا في الحفاظ على توازن مستوى الغلوكوز في الدم. إس جي إل تي 1 وَإس جي إل تي 2 هما أشهر النواقل المشاركة للغلوكوز والصوديوم في هذه العائلة. إس جي إل تي 2 هو بروتين النقل الرئيسي ويزيد إعادة امتصاص الغلوكوز من الترشيح الكبيبي وإعادته إلى الدوران الدموي، وهو مسؤول عن 90% من إعادة امتصاص الغلوكوز في الكليتين. يجري التعبير عن إس جي إل تي 2 بشكل رئيسي في الكليتين على الخلايا الظهارية المبطنة للجزء الأول من النبيب الملفف الداني. عن طريق تثبيط إس جي إل تي 2، تمنع الغليفلوزينات الكليتين من استرداد الغلوكوز من الترشيح الكبيبي وبالتالي تخفض مستوى الغلوكوز في الدم وتزيد إطراح الغلوكوز في البول (بيلة سكرية).
لم تُفهم آلية العمل على المستوى الخلوي بشكل جيد. ومع ذلك، فقد ثبت أن ارتباط السكريات المختلفة بموقع الغلوكوز يؤثر في اتجاه الجزء اللاسكري في دهليز الوصول. لذلك عندما يرتبط به الجزء اللاسكري، فإنه يؤثر في المثبط بأكمله. تؤدي هذه الآليات معًا إلى تفاعل تآزري. ولذلك، تُعد الاختلافات في بنية كل من السكر والجزء اللاسكري أمرًا حاسمًا بالنسبة إلى حامل الخاصة الدوائية لمثبطات إس جي إل تي 2.
الداباغليفلوزين هو مثال عن مثبطات إس جي إل تي 2، وهو مثبط تنافسي شديد الانتقائية للمستقبل إس جي إل تي. يعمل عن طريق التثبيط الانتقائي الفعال لـ إس جي إل تي، وتعتمد فعاليته على التحكم الأساسي في مستوى سكر الدم ومعدل الترشيح الكبيبي لكل مريض. تتمثل النتائج بانخفاض إعادة الامتصاص الكلوي للغلوكوز، وتزداد تأثيرات البيلة السكرية مع ارتفاع مستوى الغلوكوز في الدوران الدموي. لذلك، يخفض الداباغليفلوزين تركيز الغلوكوز في الدم بآلية مستقلة عن إفراز الإنسولين وحساسيته، على خلاف العديد من الأدوية الأخرى الخافضة لسكر الدم. لا تكون خلايا بيتا البنكرياسية الوظيفية ضرورية لفعالية الدواء لذا فهو ملائم للمرضى الذين يعانون ضعفًا وظيفيًا في خلايا بيتا.
يجري النقل المشترك للصوديوم والغلوكوز عن طريق بروتين إس جي إل تي 2 إلى الخلايا الظهارية النبيبية عبر غشاء الحافة الفرشاتية للنبيب الملفف الداني. يحدث هذا بسبب تدرج الصوديوم بين النبيب والخلية وبالتالي يوفر نقلًا فعالًا ثانويًا للغلوكوز. يُعاد امتصاص الغلوكوز لاحقًا عن طريق النقل السلبي للخلايا البطانية إلى البروتين الناقل للغلوكوز الخلالي.